# Ночь пожирателей рекламы
Ночь пожирателей рекламы (фр. La Nuit des Publivores, англ. The Night of the AD Eaters) — мировое киношоу, суть которого заключается в показе рекламных роликов, снятых в разное время в разных странах. Уникальность данного проекта заключается в том, что ролики показываются на экранах больших кинотеатров в течение ночи (три блока по 1,5 часа) не в качестве рекламы, а как произведения искусства. 
Владельцем самой большой в мире коллекции рекламных роликов и автором идеи создания «Ночи пожирателей рекламы», а также владельцем бренда «Ночь пожирателей рекламы» является француз Жан Мари Бурсико (Jean Marie Boursicot). Проект существует с 1981 года.

## История
Создатель «Ночи…» Жан Мари Бурсико с детства был частым гостем марсельских кинотеатров, поскольку очень любил кино. Однажды мальчик заметил, как уборщик выбрасывает в уличный мусорный бак около кинотеатра обрывки киноплёнки. Оказалось, что это были рекламные ролики, которые в 1960-х годах на определённый срок вклеивались в каждый фильм. После окончания рекламной кампании ролики вырезались и выбрасывались за ненадобностью. Жан Мари решил собирать эти обрывки. Хранил их он в обувной коробке, которая стояла под его кроватью. Через несколько лет плёнкой были заполнены уже более десяти коробок. Это стало началом уникальной коллекции Бурсико, которая впоследствии стала известна как «Синематека».
Впервые «Ночь пожирателей рекламы» (НПР) показана в 1981 году в парижском кинотеатре «Кинопанорама». Зрители, пришедшие на премьерный ночной показ «La Nuit des Publivores» (дословно с французского — «Ночь Рекламоядных»), увидели подборку рекламных роликов, снятых в разных странах с 1935 по 1981 год, состоящую из 5 блоков. Наутро после первого показа программы «Ночи пожирателей рекламы» в Париже в 1981 году уставших зрителей угощали горячим кофе с круассанами.
Премьера оказалась успешной и в 1982 году в Париже состоялось два ночных показа. После этого Жан Мари Бурсико решил, что «La Nuit des Publivores» может стать международным проектом.

## Современное состояние
Ежегодно из этой коллекции Жан Мари Бурсико лично отбирает 400 роликов, которые и составляют программу «Ночи пожирателей рекламы».
Формат «Ночи Пожирателей Рекламы» состоит из трёх блоков рекламных роликов, которые показываются ночью в кинотеатрах многих стран. Полуторачасовые блоки перемежаются с сорокаминутными перерывами, во время которых зрители могут переключиться от кинопоказа на иные развлечения внутри кинотеатра: посетить бары и кафе, получить сувениры и поучаствовать в разнообразных конкурсах от спонсоров НПР, посмотреть шоу-программы в рамках НПР (чаще, выступления артистов и музыкантов, дефиле, лазерное шоу и т. п.). После перерывов зрители возвращаются в зал для просмотра очередного блока.
Каждый год Жан Мари Бурсико предлагает зрителю новую программу, блоки которой объединены одной темой. Так, за время существования «Ночи пожирателей рекламы», представлены следующие программы: «Женщина и автомобиль», «Реклама и кинематограф», «Реклама Китая» и другие.
Ежегодно премьера новой программы НПР традиционно проводится весной в Париже, после чего программа отправляется в мировое турне.

## «Синематека» Жана Мари Бурсико
«Синематека» Жана Мари Бурсико является крупнейшим в мире хранилищем рекламных фильмов. В «Синематеку» также входят рекламные ролики, которые по той или иной причине запрещены для публичного показа. С 2005 года «Синематека» находится в Швейцарии, куда переехал и её создатель. Для хранения «Синематеки» правительство Швейцарии выделило Жану Мари Бурсико старинный замок.
«Синематека» производит многочисленные тематические сборники и документальные фильмы о рекламе, с многочисленными дистрибьюторами (FOX PATHE EUROPA, POLYGRAM, Studiocanal, UNIVERSAL). Синематека регулярно сотрудничает с Центром Помпиду Парижа и другими музеями и учреждениями, на постоянных или временных выставках. В начале 2003 года технический музей в Вене открыл пространство, выделенное для Синематеки Жана Мари Бурсико и истории кинорекламы.
Не имея государственных или частных субсидий, Жан Мари Бурсико вынужден найти иные финансовые ресурсы для обеспечения сохранности рекламных архивов и гарантировать выживание и независимость «Синематеки». Одним из таких поддерживающих проектов является «Ночь пожирателей рекламы». Именно из коллекции «Синематеки» ежегодно Жан Мари Бурсико лично составляет новые программы для «Ночи».
Более 950 000 фильмов-роликов из 80 стран. Годовой взнос агентств: 750 корреспондентов в 80 странах, от 10 000 до 20 000 новых фильмов в год.

## География проекта НПР
«Ночь пожирателей рекламы» сегодня является крупным международным проектом. НПР ежегодно показывается в более чем в 70 странах мира. Только за 2009—2010 гг. «Ночь пожирателей рекламы» побывала в таких странах, как Швейцария, Сербия, Румыния, Мадагаскар, Молдавия, ЮАР, Польша, Ливан, Бельгия, Мексика, Франция, Италия, Испания, Украина, Чехия, Словакия, Азербайджан, Россия, Нидерланды, Монако, Португалия, США, Болгария, Япония, Германия, Алжир, Конго, Кувейт, Марокко, Гонконг, Чили и др. Отдельно Бурсико показывал свою программу также в Косово. В каждой стране показ программы сопровождается субтитрами на государственном языке.

## Проект НПР в России
Впервые в России программа показана в 1994 году в Москве и Санкт-Петербурге. С 1998 года в состав продюсеров входит Наталия Горина и рекламное агентство полного цикла «ТВИН Медиа» Архивная копия от 17 декабря 2009 на Wayback Machine (Санкт-Петербург).
Презентация новой программы НПР проводится ежегодно в Москве в апреле, после чего программу видят в 40 городах России. Последний показ происходит в декабре в Санкт-Петербурге. Каждый год Жан Мари Бурсико приезжает в Россию, чтобы посетить один из городов, где проводятся «Ночи пожирателей рекламы».
«Ночь пожирателей рекламы», начиная с 2011 года, является специальным гостем российского кинофестиваля Кинотавр.
Куратор программы Даниил Костинский говорит:

Уже давно никто не относится к рекламе, как к простому способу привлечь внимание потребителя к тому или иному продукту. Рекламные минифильмы сегодня создаются серьёзными кинорежиссёрами и сценаристами голливудского уровня. Недаром некоторые ролики уже давно причислены специалистами к шедеврам мирового кинематографа. — 
Чисто российским спецпроектом является «Ночь пожирателей рекламы» в переводе Гоблина.
Только в России (в Москве и Санкт-Петербурге) с 2008 года шоу начинается с церемонии AdAwards, во время которой звезды эстрады, спорта и кино выбирают лучшие рекламные ролики из коллекции прошлого года. В разные годы гостями «Ночи» были Федор Бондарчук, Ольга Шелест, Вячеслав Малафеев, Филипп Киркоров, Яна Рудковская, Анна Чапман, Дима Билан и другие.
После того, как проект и бренд «Ночь пожирателей рекламы» стали популярны в России, — появились многочисленные подражатели. Проводилась «Ночь пожирателей сухариков», «Ночь пожирателей книг» и др. Подобный плагиат пресекался и, если не удавалось заключить соглашение, рассматривался в судебном порядке.